# Ариан-5 ECA
Ариан-5 ECA (также известная как сегмент S1) — модификация ракеты-носителя Arianespace Ariane 5, предназначенная для доставки чрезвычайно тяжёлых грузов на геопереходную орбиту — до 9,6 т (до 9,1 т при сдвоенном запуске), на низкую земную орбиту — до 21 т. Компания Arianespace разработала эту модификацию в целях экономии ресурсов: одна ракета на старте может запустить сразу два очень больших спутника.
Планируется, что Ариан-5 ECA, являющейся улучшенной версией Ариан-5 Generic launcher, повысит конкурентоспособность Европы в коммерческом секторе космических перевозок.

## Модификации и будущее развитие
Модификации в верхнем сегменте усилителей EAP вместимость топлива на 10 % (2,5 тонны) больше, что даёт дополнительные 50 тонн тяги в первые 20 секунд после старта. Двойные бустеры оснащены новым соплом с меньшим количеством деталей и развивают тягу в 1300 тонн, что в 10 раз больше двигателя центральной ступени.
Улучшенная версия криогенного двигателя Vulcain 2 выдаёт до 137 тонн тяги, что на 20 % или 16 тонн больше по сравнению с первой версией. Было повышено давление в баках и увеличена их ёмкость на 20 % больше для жидкого кислорода, из-за этих изменений в смеси был разработан новый кислородный турбонасос.
Первая модификация ракеты-носителя была разработана 11 декабря 2002 года, последняя 72-я модификация была произведена 26 ноября 2019 года. Следующая версия ракеты-носителя — Ариан-5 ECA+, способная выводить на геопереходную орбиту уже до 10,2 т, её первая модификация выпущена 6-го августа 2019 года.